# Telephanus squalidus
Telephanus squalidus es una especie de coleóptero de la familia Silvanidae.

## Distribución geográfica
Habita en Jamaica.